# Керр (округ, Техас)
Шаблон:StateAbbr_ 30°04′ пн. ш. 99°21′ зх. д. / 30.06° пн. ш. 99.35° зх. д.
Округ Керр (англ. Kerr County) — округ (графство) у штаті Техас, США. Ідентифікатор округу 48265.

## Історія
Округ утворений 1856 року.

## Демографія
За даними перепису 2000 року загальне населення округу становило 43653 осіб, зокрема міського населення було 26540, а сільського — 17113. Серед мешканців округу чоловіків було 20921, а жінок — 22732. В окрузі було 17813 домогосподарства, 12300 родин, які мешкали в 20228 будинках. Середній розмір родини становив 2,84.
Віковий розподіл населення поданий у таблиці:
| Стать    | До 15 років | 15-21 | 22-29 | 30-39 | 40-49 | 50-65 | 65-85 | Понад 85 |
| -------- | ----------- | ----- | ----- | ----- | ----- | ----- | ----- | -------- |
| Чоловіки | 4135        | 1941  | 1471  | 2336  | 2812  | 3437  | 4299  | 490      |
| Жінки    | 3833        | 1806  | 1498  | 2521  | 2926  | 4079  | 5076  | 993      |

## Суміжні округи
- Кімбл — північ
- Гіллеспі — північний схід
- Кендалл — схід
- Бандера — південь
- Реал — південний захід
- Едвардс — захід

## Виноски
1. ↑  U.S. Decennial Census. United States Census Bureau. Архів оригіналу за 26 квітня 2015. Процитовано 2 травня 2015.
2. ↑  Texas Almanac: Population History of Counties from 1850–2010 (PDF). Texas Almanac. Архів оригіналу (PDF) за 26 Лютого 2015. Процитовано 2 травня 2015.
3. ↑  State & County QuickFacts. United States Census Bureau. Архів оригіналу за 18 жовтня 2011. Процитовано 18 грудня 2013.(англ.) Наведено за англійською вікіпедією.
4. ↑  American FactFinder. Бюро перепису населення США. Архів оригіналу за 29 липня 2011. Процитовано 31 січня 2008.

| США | Це незавершена стаття з географії США. Ви можете допомогти проєкту, виправивши або дописавши її. |